# Тъмен певец
Тъмен певец (Phylloscopus fuscatus) е вид птица от семейство Phylloscopidae.

## Разпространение и местообитание
Разпространен е в Бангладеш, Бутан, Виетнам, Индия, Казахстан, Камбоджа, Китай, Лаос, Малайзия, Мианмар, Монголия, Непал, Русия, Северна Корея, Сингапур, Тайланд, Хонконг, Южна Корея и Япония.